# Le Monde tel qu'il est
Pour l'essai, voir Michel Legris#Carrière.
Le Monde tel qu'il est est un roman de Salvat Etchart publié 1967 au Mercure de France et ayant reçu le prix Renaudot la même année.

## Résumé
Le titre et la dédicace sont empruntés à Engels. Le roman suit plusieurs personnages de la Martinique à différentes périodes. Le premier, vers 1600, est un esclave qui rachète sa liberté et s'installe dans une cabane d'où sera édifiée la ville de Case-Navire. Le second est l'histoire de l'assassinat en 1934 d'un mulâtre militant du groupe Spartacus. Le troisième est le beau-frère du militant tué en quête de vengeance,.

## Éditions
- Le Monde tel qu'il est, Mercure de France, 1967.
- Le Monde tel qu'il est, Babel, 2004.
- Le Monde tel qu'il est, Caraïbéditions, 2024.